# 鷲尾隆純
鷲尾 隆純（わしのお たかすみ、安永4年（1775年）8月28日 - 安政4年（1857年）2月13日）は、江戸時代後期の公卿。

## 官歴
- 天明2年（1782年）：従五位下
- 天明5年（1785年）：従五位上、侍従
- 天明8年（1788年）：正五位下
- 寛政3年（1791年）：従四位下、右近権少将
- 寛政6年（1794年）：従四位上
- 寛政9年（1797年）：正四位下
- 寛政10年（1799年）：近衛権中将
- 文化5年（1808年）：蔵人頭、院別当、正四位上
- 文化9年（1812年）：春宮亮
- 文化9年（1812年）：従三位、参議、右兵衛督
- 文化12年（1815年）：権中納言
- 文化13年（1816年）：正三位
- 文政2年（1818年）：従二位
- 文政3年（1819年）：権大納言
- 文政4年（1820年）：賀茂上下社伝奏
- 文政6年（1822年）：正二位、踏歌節会外弁
- 安政4年（1857年）：従一位

## 系譜
- 実父：油小路隆前
- 実母：久世栄通の娘
- 養父：鷲尾隆建
- 子：鷲尾隆敬
- 子：鷲尾隆恭
- 子：鷲尾隆賢